# کاریاکو
کاریاکو (به ژاپنی: 嘉暦 Karyaku)، نام یک عصر تاریخی ژاپنی بود. این عصر بعد از شوچو (دوره) و قبل از گنتوکو قرار داشت و از آوریل ۱۳۲۶ تا اوت ۱۳۲۹ میلادی به طول انجامید. در طی این عصر امپراتور گودایگو ژاپن بود.